# BioShock Infinite
BioShock Infinite és un shooter en primera persona i és el tercer lliurament de la franquícia BioShock. Anteriorment conegut com a Project Icarus (en català: Projecte Ícar), va ser desenvolupat per Irrational Games i distribuït per 2K Games, sent dirigit per Ken Levine, per a les plataformes Microsoft Windows, PlayStation 3 i Xbox 360 i Linux, amb el seu llançament mundial el 26 de març de 2013.
Bioshock Infinite no és una seqüela directa de les anteriors dos lliuraments, prenent lloc i temps abans dels esdeveniments que van passar als altres videojocs, però retenint encara la mateixa essència en elements de jugabilitat i estructura estètica en el que ambientació es refereix. Situat l'any 1912, el jugador controlarà a Booker DeWitt, un ex-agent de Pinkerton en el seu intent de rescatar a una noia anomenada Elizabeth, que es troba atrapada a bord de Columbia, una ciutat flotant en decadència a punt de col·lapsar. Després de diversos retards, l'esperat BioShock Infinite va aconseguir estrenar-se a nivell mundial el 26 de març de 2013.

## Ambientació
La ubicació principal de BioShock Infinite és una ciutat anomenada Columbia que està suspesa en l'aire per globus gegants i dirigibles, va ser nomenada així en homenatge a la personificació femenina dels Estats Units. A diferència de la construcció secreta de la ciutat submarina de Rapture, Columbia va ser construïda i llançada en 1900 pel govern nord-americà amb gran publicitat. La ciutat estava destinada a ser símbol del excepcionalisme, el tràiler revelador del joc fa referència a l'Exposició Universal de 1893 la qual és considerat com el sorgiment del excepcionalisme americà.
A la superfície, BioShock Infinite sembla estar dissenyada com una «Exposició Internacional» flotant que viatja a través del món; no obstant això temps després del seu llançament però abans dels esdeveniments del joc, la ciutat va ser revelada com un cuirassat ben armat que es veu involucrada en un «incident internacional» per obrir foc contra un grup de civils xinesos durant Rebel·lió dels bòxers. La ciutat va ser desautoritzada pel govern nord-americà i aviat es va perdre tot rastre d'aquesta. La ciutat es va convertir, segons el descrit per Nick Cowen de The Guardian, en «una espècie de boogieman que ronda de lloc en lloc imposant la seva voluntat a les persones de baix». A conseqüència de l'aïllament de la ciutat, una Guerra Civil finalment va esclatar entre les diferents faccions de Columbia, cadascun tractant de prendre el control pel seu compte. En el període dels successos del joc, només queden 2 faccions principals; els fundadors o Founders (uns dels més famosos founders, a més a més d'en Comstock, és en Charles), i Vox Populi (del llatí que literalment significa «La veu del poble»). Els fundadors són les restes dels quals exerceixen força sobre la ciutat, dirigits per Zachary Hali Comstock. Vox Populi està conformada per diverses faccions que comparteixen ideologies similars que lluiten per aconseguir el control i restablir els drets a tots els ciutadans de Columbia. No obstant això anys de guerra i lluita han impulsat al Vox Populi a una ira i odi cec entre ells mateixos, donant com a resultat en mètodes més violents i brutals entre les subfacciones del grup.
Igual que Rapture, Columbia és considerada una distopia, però amb senyals presents que suggereixen un govern teocràtic de prendre el poder en algun moment i conceptes similars als de purificació racial tals com a nazisme, patriotisme i xenofòbia. Un dels objectes previstos inclouen una etiqueta que seria suposadament usat pels immigrants a bord del Columbia que a més que no han de ser d'ascendència europea i irlandesa hi ha una llista amb diversos requisits, incloses afiliació religiosa i dades relatives a l'eugenèsia, la qual cosa adverteixen en els cartells de propaganda de Columbia: «Tots hem d'estar atents per assegurar la puresa de la nostra gent». Columbia ha estat comparat com una mescla de steampunk i la ciutat dels núvols de Bespin de Star Wars, igual que les naus de Final Fantasy, encara que Ken Levine, d'Irrational Games, ha comparat en qüestió d'armament la ciutat amb l'Estrella de la Mort, també de Star Wars. Encara que la comparació més cridanera és amb la ciutat de SkyTown, del videojoc de Nintendo Metroid Prime 3: Corruption. SkyTown, ciutat del planeta Elysia, consisteix en una sèrie d'illes flotants amb estètica steampunk connectades per rails als quals Samus Aran s'enganxa per poder recórrer el planeta, acte similar al que realitza Booker amb el seu Skyhook a la ciutat de Columbia.

## Argument
Els esdeveniments del joc prenen lloc en 1912. El jugador assumeix la identitat de Booker DeWitt, un ex agent de l'Agència Nacional de Detectius Pinkerton que va ser acomiadat de la mateixa per un comportament inacceptable. Ell és contractat per personatges misteriosos, donant-li a conèixer la ubicació de Columbia, se li dona la tasca d'infiltrar-se a la ciutat flotant i rescatar a una dona anomenada Elizabeth, que ha estat atrapada a bord de Columbia els últims 12 anys. Encara que DeWitt troba a Elizabeth amb molta facilitat, ràpidament descobreix que Elizabeth és vital per guanyar la guerra civil que assola la ciutat, ja que cada facció busca utilitzar a Elizabeth per canviar el rumb del conflicte al seu favor, obligant a DeWitt i Elizabeth confiar en alguns amb tal d'escapar. Elizabeth també tracta de comprendre els poders que se li han donat, creient que Comstock és el responsable i es nega a deixar Columbia fins a saber la veritat. Per complicar les coses, tots dos són perseguits per Songbird, un gran ocell robot que solia ser amic d'Elizabeth i el seu guardià pels últims 12 anys. Songbird va ser dissenyat pel seu creador per sentir-se traït quan Elizabeth escaparà, comparable amb un «marit abusiu», segons Hilary Goldstein de IGN i Elizabeth assenyala que «Preferiria estar morta que ser recapturada per Songbird».

Imatge de la ciutat flotant de Columbia, d'estil steampunk.

A més dels conflictes interns, Columbia és arrasada pels estripis en el teixit de l'espaitemps, un estrany efecte brillant com és vist en DeWitt produeix canvis momentanis d'imatges, banderes, i persones, representant la presència propera d'una llàgrima. Els estripis han portat aparentment elements anacrònics dins de la Columbia de 1912; per exemple en una prèvia demostració va mostrar imatges d'un reproductor de discos en un bar que té a una dona cantant les lletres de «Everybody Wants to Rule the World» de «Tears for Fears». L'avanç de la demostració del joc de 1up.com en la I3 2011 indica que en un moment, DeWitt i Elizabeth es troben en 1983, que es fa evident amb la marquesina d'un cinema que mostra La Venjança dels Jedi (el nom original del Retorn del Jedi), com a resultat d'una fallada en els poders d'Elizabeth que involucraven estripis en l'espaitemps quan ella tractava d'ajudar a reviure un cavall.
Encara que el joc pren lloc molt abans dels esdeveniments de les anteriors dos lliuraments (que es van desenvolupar entre 1960 i 1968 respectivament), Irrational Games no ha confirmat si BioShock Infinite compartirà el mateix univers amb aquests dos jocs; Ken Levine va deixar la pregunta amb la possibilitat de contestar-la en una entrevista prèvia a l'anunci del joc.